# رشيد قلعة (شوي بانة)
رشید قلعة (بالفارسية: رشیدقلعه) هي قرية تقع في إيران في البلدة المركزية. يقدر عدد سكانها بـ 737 نسمة بحسب إحصاء 2016.